# Воздушное погребение

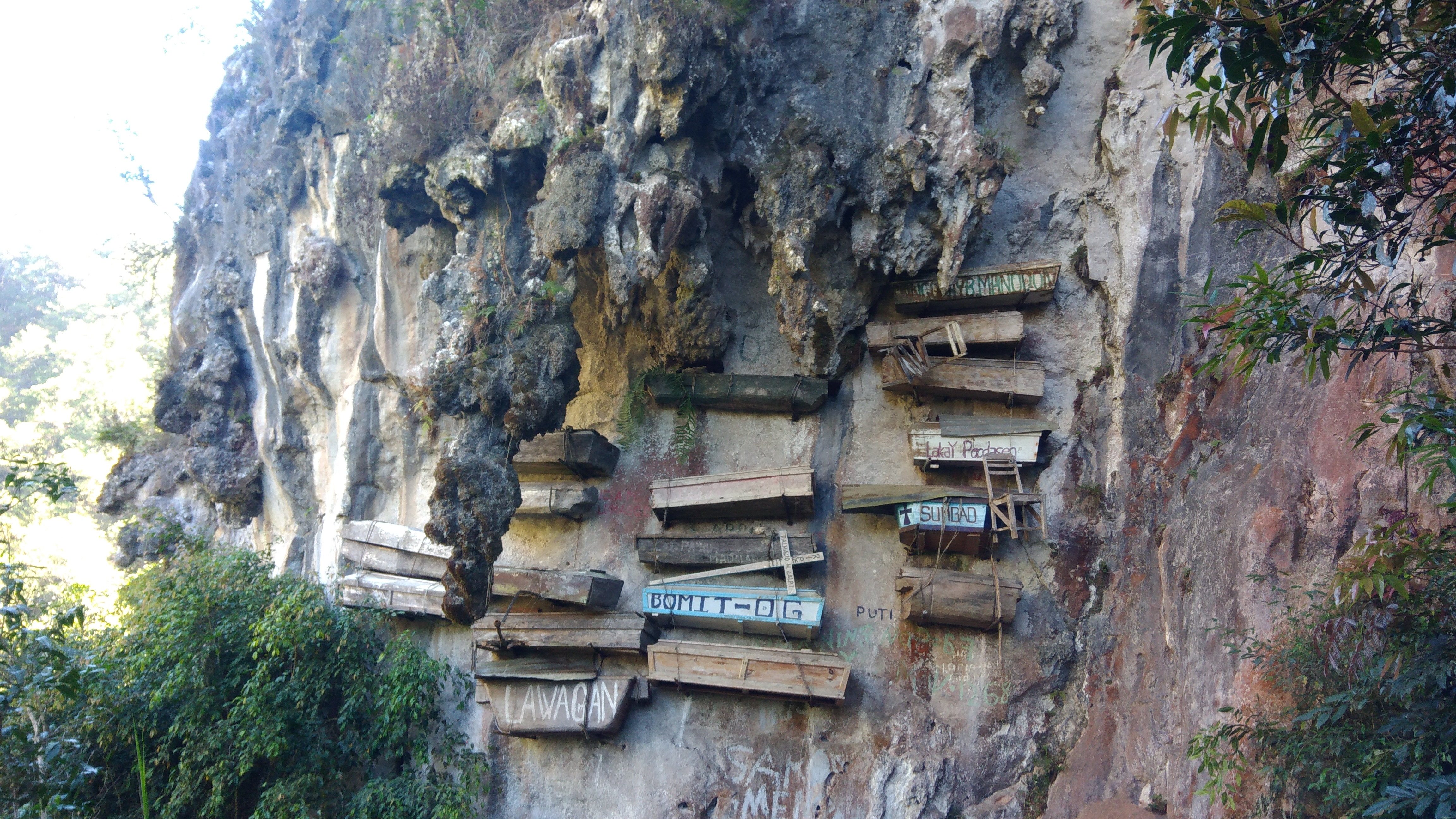
Висячие гробы на острове Лусон

Обряд воздушного погребения — один из древнейших религиозных обрядов похорон умершего человека, при котором погребение совершается путём подвешивания усопшего с целью предания тела воздуху, духу, свету, дереву и т. п. 
Обряд воздушного погребения существовал у многих народов древности. Так называемые «висячие гробы» до сих пор можно встретить в различных областях Китая и Юго-Восточной Азии, у некоторых народов Южной Америки (также и в редуцированном и более гигиеническом виде развеивания праха).
У некоторых народов обряд совершался в отношении всех умерших, а у некоторых — только в отношении «избранных» по тем или иным признакам. Религиозная подоплёка обряда у каждого народа своеобразна.

## Примеры у разных народов

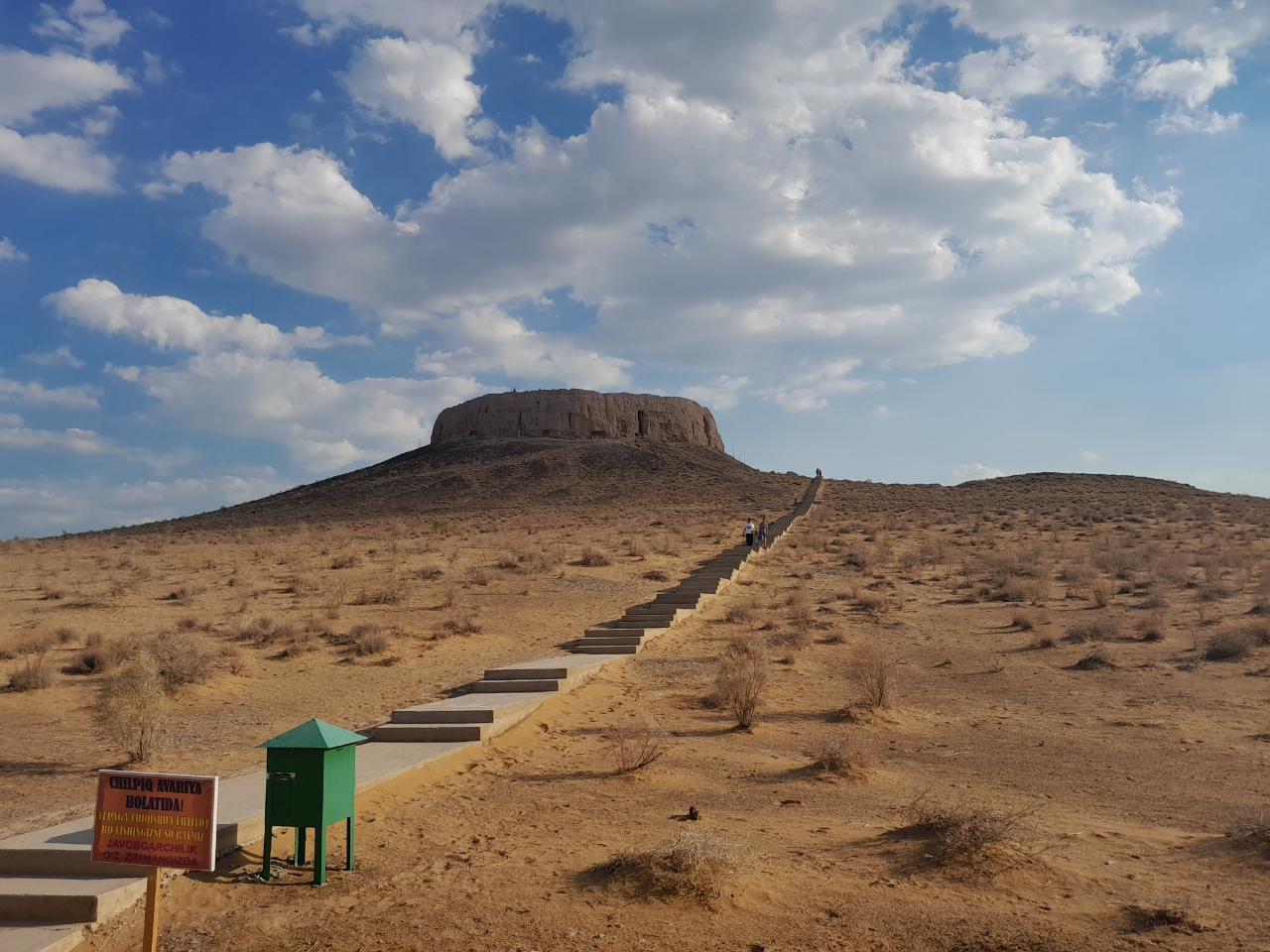
Чилпык — древняя «башня молчания» в Узбекистане

В зороастрийской религии древнего Ирана для погребения использовались «башни молчания», на вершине которых выкладывали мёртвые тела, которые расклёвывали хищные птицы. Весьма похожий похоронный обряд до сих пор можно встретить у тибетцев в Гималаях.

### У народов Кавказа
Одним из древнейших упоминаний воздушного погребения является сообщение Нимфодора (III век до н. э.). В своём произведении «Варварские законы» он писал: «Мужские тела колхам нельзя было ни сжигать, ни погребать; тела мужчин завёртывали в свежие шкуры и вешали на деревьях, женские же предавали земле».
В 1814 году Давид Багратиони в книге «История Грузии» сообщал: «В древние времена грузины не зарывали в землю тела умерших, а выставляли оные на деревьях, что самое доныне видят у абхазцев. Сие принято, как думают, от персов, ибо Гиде, описывая древние обычаи сего народа, упоминает, что персы подобным образом поступали с телами умерших».
В 1660 году путешественник Арканджело Ламберти записал относительно абхазо-адыгских народов:

С северной стороны, ближе всех (к мингрельцам), живут те кавказцы, которых турки называют абазами (Abassas) или абкассами (Abcasses). Между прочими обычаями этого народа замечательно то, что они ни погребают, ни жгут тела покойника, а кладут труп в выдолбленный ствол дерева, который служит гробом. Последний с молитвой привязывают виноградной лозой к высочайшей ветви какого-нибудь большего дерева. Они привешивают также оружие и одежду усопшего, а чтобы послать на тот свет коня, гоняют его во всю прыть от этого дерева до тех пор, пока тот не околеет. Если он издохнет скоро, то говорят, что хозяин любил его сильно; если же, напротив, он долго не издыхает, то говорят, что покойник этим показывает, как мало заботился о нём.

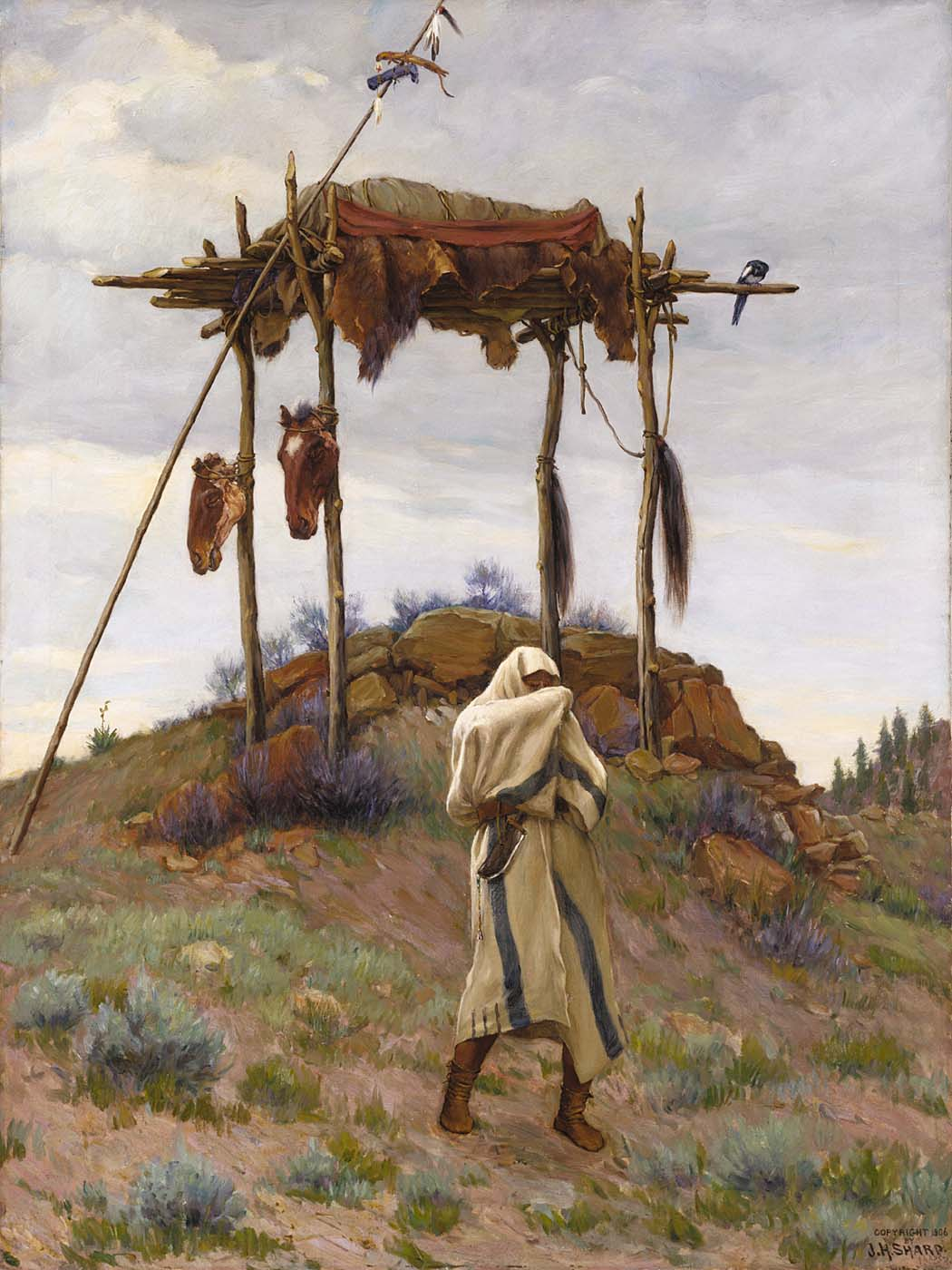
Генри Дж. Шарп "Голос Великого духа", 1906. - Пример индейского погребения

В 1427 году путешественник Иоганн Шильтбергер сообщал про черкесов: «У них есть обычай класть убитых молнией в гроб, который потом вешают на высокое дерево. После того приходят соседи, принося с собою кушанья и напитки, и начинают плясать и веселиться, режут быков и баранов и раздают большую часть мяса бедным. Это они делают в течение трёх дней, и повторяют то же самое каждый год, пока трупы совершенно не истлеют, воображая, что человек, поражённый молнией, должен быть святой».
Абхазские историки считают, что обряд воздушного погребения абхазо-адыгских народов произошёл из религиозных культов строителей дольменов. Поминальные обряды духа предков совершались перед фасадом дольмена или внутри кромлеховидных оград (Отхара), так как характерным для дольменной культуры этих народов было «вторичное» захоронение лишь крупных костей и черепов (неоднократно обнаруженных археологами внутри дольменов), оставшихся после первичных «воздушных захоронений» на деревьях.
Б. С. Хотхо считает, что обряд воздушного погребения абхазо-адыгских народов тесно переплетался с предполагаемым им друидизмом абхазо-адыгов.

### У финно-угорских народов
«Домики мёртвых» — яркая черта дьяковской культуры, которая считается[кем?] финно-угорской. В соответствии с традиционной религией мокшан, называемой мокшень кой, в древности умерших хоронили в лубе (кер), в который тело заворачивали и подвешивали на дереве; такое захоронение называлось урля или уркспря. Позднее стали хоронить на лесном кладбище (калмакужа). Из четырёх рядом растущих деревьев делали сруб и помещали его на образовавшиеся высокие пни. На срубе делалась крыша, внутрь помещали тело умершего в лубе. При принятии христианства калмакужат были сожжены, а погребение стало подземным.

### У других народов

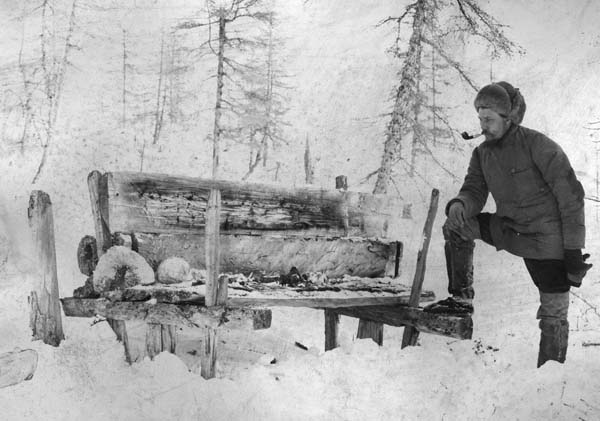
В. Н. Васильев у якутского воздушного захоронения (Енисейская губерния, 1905)

Археологами установлено, что мохэ (народ, живший на севере Маньчжурии, предки чжурчжэней и, соответственно, маньчжуров) практиковали обряд воздушного погребения в зависимости от времени года. На территории Якутии ранее существовал культ коня, который сохранился в виде обряда подвешивания на дереве возле захоронения человека головы и копыт коня.
В Японии и на Окинаве с глубокой древности существовала двухшаговая погребальная обрядность, и первым её шагом было «воздушное погребение». Воздушное погребение было вытеснено обрядами буддизма.
Обряд воздушного погребения существовал у некоторых индейских народов Северной Америки. Тело усопшего помещали на специальный помост, который либо находился на дереве, либо был приподнят на шестах на высоту примерно трёх метров. Рядом с помостом размещали его оружие и еду на весь путь в другой мир.
Согласно исследованию Г. Ю. Ситнянского, подобный обряд (в отношении отдельных лиц: детей, почётных граждан и т. п.) существовал до XX века у следующих народов: монголоязычное племя шивэй, алтайцы, телеуты, шорцы (сеока карга), барабинские татары, ханты, манси, ненцы, нганасаны, энцы, селькупы (северные), кеты, орочи, удэгейцы, нивхи, ительмены, якуты, хакасы (племена каргинцы, кагары, бельтир), сагайцы (рода халар), тувинцы, буряты, телесы, теленгиты, эвенки (до 1930-х г.), ирокезы, атапаски, а также баски.